# Odmiana (biologia)
Odmiana (łac. morpha lub varietas, w skrócie var.) – kategoria systematyczna niższa od podgatunku, wyższa od formy. Wyróżniana na podstawie zbioru cech stanowiących odchylenie od wzorca gatunku, występującego u dużej grupy osobników. Jako odmianę klasyfikuje się grupę osobników tworzących mniej lub bardziej wyraźny wariant lokalny gatunku, ukształtowany zwykle pod specyficznym wpływem środowiska. Za odmianę może zatem zostać uznana rasa ekologiczna, ekotyp lub ekodem. Odmiany danego gatunku mogą swobodnie krzyżować się między sobą.
W botanice wyróżnia się:
- odmiana botaniczna (varietas, var.) – kategoria uznana przez Międzynarodowy kodeks nomenklatury botanicznej, np. Nuphar lutea (L.) Sibth. & Sm. var. tenellum Rchb.
- odmiana mieszańcowa (nothovarietas).

W rolnictwie (w szczególności w ogrodnictwie) wyróżnia się odmiennie definiowane odmiany uprawne (hodowlane) zwane kultywarami (cultivar, kategoria uznana przez ICNCP) – np. Juniperus virginiana L. ‘Skyrocket’.
W zoologii istniała wprowadzona przez Karola Linneusza odmiana (aberratio), używana dla określenia zmienności osobniczej, form ekologicznych lub ras geograficznych. Obecnie uznawana jest za termin źle zdefiniowany i została wykreślona z nomenklatury zoologicznej.